# 심플렉틱 용량
심플렉틱 기하학에서 심플렉틱 용량(symplectic容量, 영어: symplectic capacity)은 심플렉틱 다양체의 2차원 "넓이"를 측정하는 방법이다. 그로모프 조임 불가능성 정리(Громов조임不可能性定理, 영어: Gromov non-squeezing theorem)에 따라, 심플렉틱 용량이 존재한다.

## 정의
{\displaystyle 2n} 차원의 심플렉틱 다양체들의 집합을 {\displaystyle \operatorname {Sympl} _{n}}이라고 쓰자.
심플렉틱 용량은 다음 조건들을 만족시키는 함수
{\displaystyle c\colon \operatorname {Sympl} _{n}\to [0,\infty ]}
이다.
- (단조성) 만약 심플렉틱 매장 {\displaystyle \iota \colon U\to V}가 존재한다면, {\displaystyle c(U)\leq c(V)}
- (동차성) 임의의 양의 실수 {\displaystyle \lambda \in \mathbb {R} ^{+}} 및 심플렉틱 다양체 {\displaystyle (U,\omega )}에 대하여, {\displaystyle c(U,\lambda \omega )=\lambda ^{2}c(U,\omega )}
- (규격화) {\displaystyle c(\mathbb {B} ^{2n}(r))=c(\mathbb {B} ^{2}(r)\times \mathbb {R} ^{2n-2})=\pi r^{2}}

여기서 {\displaystyle \mathbb {B} ^{2n}(r)}는 {\displaystyle 2r}차원의, 반지름이 {\displaystyle r}인 공 {\displaystyle \mathbb {B} ^{2n}(r)\subset \mathbb {R} ^{2n}}에 표준적인 심플렉틱 구조를 부여한 것이다.

## 성질
다음과 같은 두 함수를 정의하자.
{\displaystyle c_{\min }(M)=\sup\{r\colon \exists \iota \colon \mathbb {B} ^{2n}(r)\hookrightarrow M\}}
{\displaystyle c_{\max }(M)=\inf\{r\colon \exists \iota \colon M\hookrightarrow \mathbb {B} ^{2}(r)\times \mathbb {R} ^{2n-2}\}}
그로모프 조임 불가능성 정리에 따르면, {\displaystyle c_{\min }}과 {\displaystyle c_{\max }}는 심플렉틱 용량을 이룬다. 특히, 만약 심플렉틱 매장
{\displaystyle \mathbb {B} ^{2n}(r)\hookrightarrow \mathbb {B} ^{2}(R)\times \mathbb {R} ^{2n-2}}
이 존재하는 필요충분조건은 {\displaystyle r\leq R}이다. 또한, 모든 심플렉틱 용량 {\displaystyle c}에 대하여,
{\displaystyle c_{\min }(M)\leq c(M)\leq c_{\max }(M)}
이 성립한다.

## 역사
미하일 그로모프가 1985년에 유사 정칙 곡선을 사용하여 그로모프 조임 불가능성 정리를 증명하였다.

## 참고 문헌
1. ↑  Gromov, M. L. (1985). “Pseudo holomorphic curves in symplectic manifolds”. 《Inventiones Mathematicae》 (영어) 82: 307–347. Bibcode:1985InMat..82..307G. doi:10.1007/BF01388806.

- de Gosson, Maurice. “The symplectic egg” (영어). arXiv:1208.5969.
- de Gosson, Maurice. “How classical is the quantum universe?” (영어). arXiv:0808.2774.